# Fernando Esquivel
Joaquín Fernando Esquivel Duran (ur. 17 sierpnia 1939 w San Ramón, zm. 20 grudnia 2016 tamże) – kostarykański sztangista, olimpijczyk.
Reprezentował Kostarykę na igrzyskach olimpijskich w Meksyku w 1968 roku w wadze półciężkiej. W wyciskaniu zaliczył dwie pierwsze próby na 115 i 120 kg, sztangi ważącej 125 kg nie udało mu się podnieść. Kostarykańczyk osiągnął jednak najgorszy wynik spośród wszystkich zawodników.
W rwaniu także dwie pierwsze próby na 100 i 105 kg zaliczył, sztanga ważąca 110 kg okazała się za ciężka dla Esquivela. Podobnie było w podrzucie, podniósł sztangę ważącą 140 i 145 kg, ale trzecią próbę na 150 kg miał nieudaną. We wszystkich składowych (wyciskanie, rwanie, podrzut) miał jednak najgorsze wyniki, co przełożyło się również na ostatnie miejsce w klasyfikacji łącznej z wynikiem 370 kg (wyprzedził jedynie zawodników, którzy nie ukończyli zawodów).